# Jiskry
Jiskry byla za doby socialistického Československa dětská organizace, do které byla zařazena z vůle KSČ většina dětí po vstupu na základní školu. Hlavním cílem bylo připravit děti na vstup do pionýra (Pionýrská organizace ČSM, později od 70. let Pionýrská organizace SSM), ke kterému docházelo ve třetí třídě základní školy. Nebyla organizací samostatnou, ale pevnou součástí pionýrské organizace.

## Historie organizace
V červnu 1958 se konal XI. sjezd KSČ a v prosinci téhož roku následoval III. sjezd ČSM, který závěry sjezdu rozpracoval. Tehdy svazácký sjezd rozhodl o vybudování oddílů jisker v 1. až 3. ročníku základních škol pod vedením PO ČSM. V letech 1961–1963 bylo evidováno zhruba 476 000 jisker. Při školách byly postupně ustaveny skupinové vedoucí a pionýrské skupiny. Později byl systém věkové kategorie omezen na 1. a 2. třídu. Jiskrou se dítě stalo složením slibu jisker, mezi pionýry odcházelo na počátku třetí třídy po složení pionýrského slibu.
Spolu s ČSM a PO SSM se v letech 1968–1970 rozpadla i struktura jisker. V listopadu 1970 v období tzv. normalizace byla ustavena nástupnická organizace SSM a zapojila se do systému Národní fronty s rozhodujícím vlivem KSČ. Brzy poté byla obnovena i nástupnická dětská organizace pod jiným názvem Pionýrská organizace Socialistického svazu mládeže (dále PO SSM) i její jiskry.
Tento řídící systém (jiskry – PO SSM – SSM – KSČ) trval až do svého rozpadu po sametové revoluci v listopadu 1989.

## Náplň činnosti
Náplň činnosti oddílů jisker byla zadána závaznými podmínkami časem dotvářeného Výchovného systému PO SSM ve formě Tří plamínků pionýrského znaku. Zápisníčky jisker byly s nakreslenými figurkami dětem známých zvířátek, které děti postupně barevně vykreslovaly po splnění zadávaných úkolů.

## Slib Jisker
- český text: „Slibuji dnes přede všemi, jako jiskra jasná, chci žít pro svou krásnou zemi, aby byla šťastná.“ (Verze z přelomu 50. a 60. let: „Jiskřičky jsme ještě malé, máme však svůj cíl. Budeme se dobře učit, aby byl vždy mír.“)
- slovenský text: „Domovina moja krásna, sľubujem ti v tento deň, že ja, tvoja iskra jasná, tebe k sláve vyrastiem.“

## Zákony jisker
- Jiskra mluví pravdu.
- Jiskra je zvídavá.
- Jiskra ráda cvičí, zpívá, kreslí a hraje si.
- Jiskra je pracovitá a pomáhá rodičům.
- Jiskra chce být pionýrem.

## Kroj jisker
Jiskry měly svůj znak i navazující kovovými odznaky. Slavnostní kroj pro chlapce měl dlouhé, šedomodré kalhoty a světlemodré bundy s všitým plátěným znakem jisker. Dívky měly modré propínací šaty a červený šátek. Dívky i chlapci měli bílé ponožky či podkolenky a hnědé polobotky. Chlapci šátky neměli. Kroje, nošení znaku a odznaků byly určeny závaznými předpisy ÚV SSM a ÚR PO SSM. Spolu s nimi se časem vyvíjely.